# Nelchina (Alaska)
Nelchina (Ahtna: Xaz Ghae Na) ist ein Ort und ein census-designated place (CDP) in der Copper River Census Area in Alaska in den Vereinigten Staaten. Das U.S. Census Bureau hatte bei der Volkszählung 2020 eine Einwohnerzahl von 45 ermittelt.

## Geographie
Nelchina befindet sich am Glenn Highway (Alaska Route 1) 185 km ostnordöstlich von Anchorage. Etwa 20 Kilometer des Glenn Highways verlaufen innerhalb des CDP-Gebietes. Im Westen grenzt das CDP an das Eureka Roadhouse CDP sowie im Norden und im Osten an das Mendeltna CDP. Entlang der südlichen CDP-Grenze fließt der Nelchina River nach Osten. Der Ort liegt auf einer Höhe von 736 m. Im Süden erheben sich die Berge der Chugach Mountains.

## Geschichte
Nelchina geht auf eine Bergbau-Siedlung um das Jahr 1913 zurück. Seit dem Zensus 2000 ist Nelchina ein census-designated place.

## Demografie
Zum Zeitpunkt der Volkszählung im Jahre 2020 (U.S. Census 2020) hatte Nelchina 45 Einwohner auf einer Landfläche von 122,75 km². Von den Einwohnern waren 37 Weiße sowie 4 amerikanisch-indianischer Abstammung. Beim Zensus 2000 wurde eine Einwohnerzahl von 71 ermittelt, im Jahr 2010 waren es 59. Somit war die Bevölkerungsentwicklung der letzten Jahre rückläufig.